# 雷聲
雷聲（1984年3月7日—），出生於天津，中國男子擊劍運動員。1987年隨同任職工程師的父親到广州工作和定居。

## 生涯
雷聲6岁时，因作为工程师的父亲从天津港被调往黄埔港而随家迁户广州，在广州长大，通晓粤语。他就读黄埔区怡园小学，后在1994年年底進入廣州市體育學校參與擊劍運動的訓練，李喆為他的教練。2000年，他入選廣東劍擊隊，2002年11月，他成為國家隊一員，過鷹與王海濱均是他的教練。
2004年於保加利亞舉行的世界青年錦標賽，雷聲與隊友朱俊、黃良財在男子團體花劍小項決賽中以45:42擊敗意大利，成為冠軍得主。翌年1月的世界杯丹麥站賽事，他以9分之差大勝雅典奧運劍擊項目男子個人花劍小項金牌得主的意大利對手，但最終在淘汰賽出局。半年後的十運會，他以7:15不敵國家隊隊友、有「三劍俠」之稱的王海濱，而摘下一面銀牌。
2006年5月，雷聲戰勝意大利對手，贏得世界杯（葡萄牙站）的男子個人花劍小項錦標。而在3個月前，他又在西班牙取得亞軍。同年10月於意大利都靈進行的世界錦標賽，雷聲於男子個人花劍半決賽被德國對手擊敗，最終取得一面銅牌。兩個月後的多哈亞運，他在劍擊項目的男子個人花劍小項四強賽以一劍之差不敵南韓對手，取得一面銅牌；而在男子團體花劍小項決賽中，雷聲與隊友以34:29的比分戰勝南韓，掄下金牌，當中雷聲取得了該決賽的17分。
2007年的3月，雷聲分別在8日之間奪得了德國站及俄羅斯站世界杯男子個人花劍小項的冠軍。一個月後的全國冠軍賽中，他在北京擊敗國家隊隊友朱俊奪得男子個人花劍小項冠軍。其後的加拿大大獎賽，他在決賽以15:13力克日本的太田雄貴，贏得男子個人花劍小項的金牌。
2008年，雷聲在北京2008年奧運會的男子花劍個人比賽奪得第八名。
2009年第十一屆全運會代表廣東奪得男子團體花劍金牌。
2010年1月获法国巴黎世界杯大奖赛个人冠军，2010年2月获意大利威尼斯世界杯大奖赛个人冠军。
2012年伦敦奥运会雷声获得了个人花剑冠军。
他也是2014年仁川亚运会和2016年里约奥运会开幕式上的中国代表团旗手，也是中华人民共和国代表团参加奥运会以来第一位担任旗手的非篮球运动员。

## 外部連結
- 雷聲在国际奥林匹克委员会的资料

| 奥林匹克运动会 | 奥林匹克运动会                                                                  | 奥林匹克运动会     |
| -------------- | ------------------------------------------------------------------------------- | ------------------ |
| 前任： 易建联  | 中华人民共和国夏奥会代表团开幕式旗手 · 2016年夏季奥林匹克运动会· 巴西里约热内卢 | 繼任： 朱婷 & 赵帅 |